# Дело Али Феруза
Дело Али Феруза — судебный процесс в отношении журналиста «Новой газеты» Худоберди Нурматова, известного под псевдонимом Али Феруз. В 2017 году Басманный суд Москвы принял решение о депортации журналиста из РФ в Узбекистан ввиду нарушения режима пребывания в России, однако Европейский суд по правам человека заблокировал решение, посчитав, что в Узбекистане Ферузу угрожает опасность. В феврале 2018 года после получения судебного разрешения Феруз улетел в Германию.

## Биография
Худоберди Нурматов родился в узбекском городе Коканд в 1987 году, но вырос в России. В 2003 году с отличием окончил школу в алтайском селе Онгудай. Затем уехал к отчиму в Узбекистан и получил там гражданство.
Позже учился на факультете арабского языка Российского исламского университета в Казани. Там же женился и вместе с супругой в 2008 году вернулся в Узбекистан, где стал работать на рынке.
В 2010 году он уехал из Узбекистана после того, как, по его словам, местные спецслужбы потребовали от него сотрудничества. По сведениям телеканала НТВ и издания Life, в 2007 году в Узбекистане он проходил по делу о вербовке в радикальную запрещенную организацию «Ат-Такфир валь-Хиджра». В «Новой газете» заявляют, что Али Феруз стал случайной жертвой борьбы правительства Узбекистана с противниками режима.
С 2014 года — автор «Новой газеты»: писал о «преступлениях ненависти», правах мигрантов, дискриминации представителей ЛГБТ. Член независимого Профсоюза журналистов и работников СМИ.
Неоднократно подавал ходатайство о предоставлении ему временного убежища в России, но в мае 2017 года в очередной раз получил отказ.
Имеет двоих детей. Является представителем ЛГБТ. Мать — инвалид второй группы, является гражданкой РФ так же, как и брат и сестра Али Феруза. Владеет шестью языками, в том числе языками среднеазиатских республик, турецким и арабским.

## Попытка депортации из России
1 августа 2017 года Басманный суд признал Али Феруза виновным в нарушении режима пребывания в России (из-за отсутствия паспорта; украден в 2012 году) и постановил выдворить в Узбекистан. 4 августа Европейский суд по правам человека в Страсбурге наложил запрет на выдворение — с того момента журналист находился в центре содержания депортируемых иностранных граждан. 24 января 2018 года Верховный суд РФ обязал пересмотреть решение о депортации журналиста.
22 ноября 2017 Басманный суд оштрафовал Али Феруза на 5 тыс. рублей за незаконную трудовую деятельность на территории Москвы (часть 2 статьи 18.10 КоАП РФ): по мнению суда, он работал журналистом в «Новой газете», не имея соответствующего патента; а 1 февраля 2018 года тем же судом на 400 тысяч рублей за сотрудничество с журналистом была оштрафована уже «Новая газета».
Возможная депортация журналиста привела к пикетам в Москве и общественному недовольству: за журналиста вступились несколько десятков человек. Заявление по этому поводу публиковали члены Совета при президенте по правам человека: «…члены семьи журналиста — граждане РФ и, следовательно, его выдворение из страны будет противоречить требованиям ст. 38 Конституции РФ и ст. 8 Европейской конвенции о защите прав человека и основных свобод». Ряд деятелей культуры и правозащитников (Андрей Макаревич, Дмитрий Быков, Михаил Угаров, Митя Алешковский, Ольга Романова, Ильдар Дадин и Александр Архангельский) в защиту Али Феруза записали видеообращения. По словам защитников журналиста, в Узбекистане его могут ожидать пытки и тюремное заключение, а также уголовная ответственность за гомосексуальность.
За противостояние «цинизму и ханжеству так называемой „общественной морали“, подлой „праведности“ государства и его агрессивно-послушного большинства» в 2017 году Али Ферузу был вручён орден мужества имени Андрея Сахарова (учреждён премией имени Андрея Сахарова «За журналистику как поступок»). Феруз стал первым, кто получил эту награду. Также Феруз был номинирован на премию «За журналистику как поступок». В 2017 году вошёл в шорт-лист премии «Открытой России» «Профессия — журналист» в номинации «Публицистика» с материалом «„Рабы на день“ отработали на избирательных участках».

## Отмена решения о депортации
15 февраля 2018 года Али Феруз покинул Россию после полугода пребывания в центре содержания мигрантов. Ранее предоставить убежище журналисту согласилась Германия, а Гёттингенский университет направил ему предварительное приглашение на работу.

## Решение ЕСПЧ
2 октября 2018 года ЕСПЧ вынес решение по делу «Khudoberdi Turgunaliyevich NURMATOV (ALI FERUZ) against Russia» (Худоберди Тургуналиевич Нурматов против России). В комментариях российских СМИ отмечается, что жалоба, по существу, была отклонена.

## Дальнейшая судьба Али Феруза
Режиссёр Аскольд Куров снял фильм «Новая» о журналистах «Новой газеты», в котором значительное внимание уделено Али Ферузу. В 2019 году фильм участвовал в фестивале Movies that Matter Festival, где Али Феруз был гостем, и в фестивале Окно в Европу. По информации на сайте фестиваля Movies that Matter Festival на 2019 год Али Феруз курирует сеть журналистов и правозащитников, которая стремится повысить качество репортажей о маргинальных людях в бывшем Советском Союзе.